# 黄肋拟日月贝
，是莺蛤目光芒海扇蛤科拟日月贝属的一种。主要分布于中国大陆、台湾，常栖息在水深472米、粗砂底。